# A. Machtelt Bolkestein
Alide Machtelt Bolkestein (* 22. Juni 1944 in Alkmaar (Niederlande); † 21. Oktober 2001 ebenda) war eine Klassische Philologin mit Schwerpunkt lateinische Linguistik. Bis zu ihrem Tode war sie Professorin für lateinische Linguistik an der Universität von Amsterdam.

## Leben
Die in Alkmaar aufgewachsene Tochter eines Altphilologen und Leiters eines Gymnasiums studierte ab 1963 Klassische Philologie an der Universität Amsterdam. Im Laufe ihres Studiums richteten sich ihre Interessen auch auf die Allgemeine Sprachwissenschaft, sie schrieb eine Doktorarbeit (Bolkestein 1980a), die von dem Linguisten Simon C. Dik und dem Altphilologen Anton D. Leeman betreut wurde, während der eigentliche Promotor auf latinistischer Seite Harm Pinkster war. Danach arbeitete sie auch im Lehrbetrieb, zunächst als Lecturer, dann als Senior Lecturer und ab 1997 als Professorin für lateinische Linguistik. Gleichzeitig wurde sie die akademische Direktorin des Instituts zur funktionalen Untersuchung von Sprache und Sprachgebrauch („Instituut voor Functioneel Onderzoek van Taal en Taalgebruik“), das später zum Amsterdamer Zentrum für Sprache und Kommunikation wurde (“Amsterdam Center for Language and Communication”). Sie war Mitglied zweier linguistischer Gesellschaften: der „Functional Grammar Foundation“ und des Internationalen Komitees der lateinischen Linguistik. Machtelt Bolkestein lebte mit Harm Pinkster zusammen und hatte von ihm zwei Töchter, Fenne und Akke. Im Herbst 2001 erlag sie einer schweren Erkrankung.

## Werk
Eine Synthese von Latinistik und Linguistik, vom Arbeiten mit antiken Textkorpora und moderner funktionaler Linguistik ist für das gesamte Werk Bolkesteins charakteristisch. Sie fand neue Fragestellungen aus der funktionalen Theorie der Allgemeinen Sprachwissenschaft und aus der exakten Analyse der lateinischen Sprachtatsachen auch Impulse für die Funktionale Grammatiktheorie. In einem akademischen Nachruf nennt H. Pinkster als Kennzeichen von A. M. Bolkestein „ihren systematischen Gebrauch theoretischer Konzepte und ihre klare Methodologie, was viel zur Entwicklung der lateinischen Linguistik beigetragen“ habe und „ein Impuls für andere Kolleginnen und Kollegen in diesem Feld gewesen“ sei (Pinkster 2005: 1, i. Übers.). Eine der Grundannahmen Bolkesteins sieht er darin, „dass Sprachbeschreibung nicht ohne Theorie möglich ist (noch umgekehrt Theorie ohne Sprachbeschreibung)“ (ebd.: S. 2 übers.). Bolkestein war eine der Ersten, die moderne pragmatische Einsichten in den Bereich der lateinischen Linguistik einbrachten (z. B. im Gebrauch der Tempora, in Wortstellungsphänomenen und anaphorischen Ausdrücken, vgl. Risselada). Daneben war sie auch als Mitorganisatorin einiger linguistischer Kongresse tätig und gab mehrere Sammelbände dazu heraus. Bolkesteins umfangreiches Werk besteht vor allem aus der Kleinform von Aufsätzen.
Einer der Aufsätze ist ein Beitrag zum ab-urbe-condita-Partizip (Bolkestein 1980b, vgl. Pinkster 2005: 5f.). Darin analysiert die Autorin mit dem Ansatz der Funktionalen Grammatik eine Funktion des Partizips, welche die traditionelle Grammatik mit ihrem Instrumentarium kaum wahrnehmen konnte. Wichtig ist z. B. die Einsicht, dass zwischen Partizip und Nomen keine normale Modifikationsbeziehung vorliegt, weil das Partizip hier nicht weglassbar ist. Statt Modifikation besteht vielmehr Rektion. Dieser Aufsatz zeigt, was moderne linguistische Analyse bei der Beschreibung altbekannter Sprachtatsachen zu leisten vermag. Er zeigt darüber hinaus, was A. M. Bolkestein bei der Einbeziehung moderner linguistischer Theorien, Methoden und Erkenntnisse wichtig war, nämlich: Licht in das Dunkel von Fragen und Problemen der lateinischen Grammatik zu bringen.

## Machtelt Bolkestein-Stiftung
Seit dem 16. International Colloquium on Latin Linguistics 2011 in Uppsala gibt es einen Machtelt Bolkestein-Stiftungsfonds (Amsterdam), aus dem jungen Wissenschaftlerinnen und Wissenschaftlern ein Preis in Höhe von 500 Euro für den formal und inhaltlich besten Vortrag zuerkannt wird. Eine Jury nimmt an allen Vorträgen junger Mitglieder des ICLL teil, um zu einem objektiven Ergebnis zu kommen. Bisher wurde der Preis dreimal vergeben.

## Schriften
- Problems in the description of modal verbs. An investigation of Latin. Assen 1980
- De ab urbe condita-konstruktie in het Latijn. In: Lampas 13, S. 80–98; in englischer Fassung als: The ab urbe condita-construction in Latin: A strange type of raising? In: S. Daalder & M. Gerritsen (Hrsg.): Linguistics in the Netherlands 1980. Amsterdam 1980, S. 80–92.
- Predication and Expression in Functional Grammar. New York 1981.

Mitherausgeberschaften
- Syntax and pragmatics in Functional Grammar. Dordrecht 1985.
- Predicates and terms in Functional Grammar. Dordrecht 1985.
- Layers and levels of representation: A functional view. Amsterdam 1990.
- Functional Grammar and verbal interaction. Amsterdam 1998.